# Erwägen Wissen Ethik
Erwägen Wissen Ethik (EWE) war eine internationale und interdisziplinäre wissenschaftliche Diskussionszeitschrift, die von 1990 bis 2015 erschien (zunächst bis 2001 unter dem Titel Ethik und Sozialwissenschaften – Streitforum für Erwägungskultur). Im Zuge der Übernahme des Verlags Lucius & Lucius durch De Gruyter Oldenbourg wurde die Zeitschrift Ende 2015 eingestellt. Sie verstand sich als Forum für Auseinandersetzungen zwischen verschiedenen Schulen und Richtungen sowie zugleich als Forum zum Erfinden, Erproben und Verbessern von Regeln für einen klärungsorientierten erwägenden Umgang mit unterschiedlichen Positionen.

## Programm und Gestaltung
„Die Zeitschrift Erwägen Wissen Ethik (EWE) soll den erwägenden Umgang mit Vielfalt fördern.“ EWE-Hefte können eine oder mehrere Diskussionseinheiten enthalten. Sie sollen zu den gewählten Themen möglichst umfassend die Vielfalt an Orientierungen, Konzepten und Argumenten, die im Wissenschaftsbereich vertreten werden, berücksichtigen. Zum jeweiligen Thema verfasst eine fachlich ausgewiesene Person (oder ein Team) einen Hauptartikel. Weitere Fachleute, die sich von verschiedenen Disziplinen aus mit dem Thema auseinandergesetzt haben, werden angefragt und schreiben Kritiken zu dem Hauptartikel, auf die dessen Autoren in einer Replik antworten. Beispiele für Diskussionen sind: Evolution – Grundfragen und Mißverständnisse, Culture and Power – A Comparative Civilizational Analysis, „Über die Schwierigkeiten aus Fehlern zu lernen“. Statt eingeworbener Hauptartikel von lebenden Autoren kann auch ein relevanter historischer Text (Reprotext) Ausgang für eine Diskussion sein. Weiterhin schließen sich zweite Runden mit Kritiken und Repliken an, wenn hierfür genügend Raum und Zeit bestehen.
Zu den Diskussionseinheiten aus Hauptartikel, Kritiken und Replik gab es teilweise Erwägungssynopsen, in denen Inhalt und Form der verschriftlichten Auseinandersetzungen reflektiert wurden. Die Synopsen sollten die „repräsentierte Spannbreite der Vielfalt zu ordnen versuchen und die dabei entstehenden Schwierigkeiten gegebenenfalls erörtern“. Es wurden in Abstimmung mit der Forschungsredaktion Berichte über Seminare, die erwägungsorientiert mit Diskussionseinheiten von EWE gearbeitet haben, in EWE veröffentlicht. EWE wollte den klärenden Umgang mit Vielfalt auch in der Bildung fördern und hierdurch Forschung und Lehre zusammenführen helfen. „Um Klärungsprozesse zu fördern, werden Forschungskontinuitäten zwischen den Auseinandersetzungen angestrebt.“
Das Besondere im Vergleich zu anderen wissenschaftlichen Zeitschriften ist neben der speziellen Form der verschriftlichten Auseinandersetzung über Fachgrenzen hinaus auch, dass EWE als ein Forschungsinstrument konzipiert war. Beiträge in der Zeitschrift wurden nicht mittels Peer-Review-Verfahren ausgewählt, sondern stattdessen sollten umfassende Kritikrunden Forschungsprozesse fördern. Nach dem EWE-Statut nahm die Editionsgruppe keinen inhaltlichen Einfluss auf eingeworbene Beiträge, sofern die rechtlichen Grenzen gewahrt blieben.

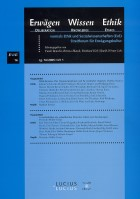
EWE

## Geschichte
Die Zeitschrift Erwägen Wissen Ethik war Teil des Projekts Erwägungskultur, in dem – ausgehend von einem Defizit der Wissenschaften im Umgang mit Vielfalt – ein erwägender Umgang mit Vielfalt erforscht und gefördert wird. Der Forschungsgruppe Erwägungskultur Paderborn gehörten zu Beginn des Projektes in den 1980er Jahren Frank Benseler, Bettina Blanck, Rainer Greshoff und Werner Loh an. „Ihre Mitglieder machten den Erwägungsgedanken zur programmatischen Grundlage für die Gründung der seit 1990 erscheinenden Diskussionszeitschrift »Ethik und Sozialwissenschaften«(EuS).“ Mitherausgeber war seit 1995 auch Reinhard Keil. In den 1990er Jahren bildete sich ein  erweiterter interdisziplinärer Kreis, in dem das Konzept einer Erwägungsorientierung in Forschung, Lehre und Praxis diskutiert und weiterentwickelt wurde.